# Izatès II
 (juin 2012).
Izatès II ou Izatès bar Monobaze (également connu sous le nom d'Izate, Izaatès ou Izaat ; v.1 - v. 57) était un roi d'Adiabène, un royaume théoriquement vassal du Royaume d'Arménie, mais en fait très fortement autonome (les frontières de ce royaume correspondent à peu près aux territoires des Kurdes aujourd'hui). C'était aussi un prosélyte du judaïsme. Selon Flavius Josèphe, Izatès II était l'un des fils de la reine Hélène et de Monobaze Ier. Le Talmud précise que la reine Hélène d'Adiabène avait sept fils.

## Biographie

### Conversion au judaïsme

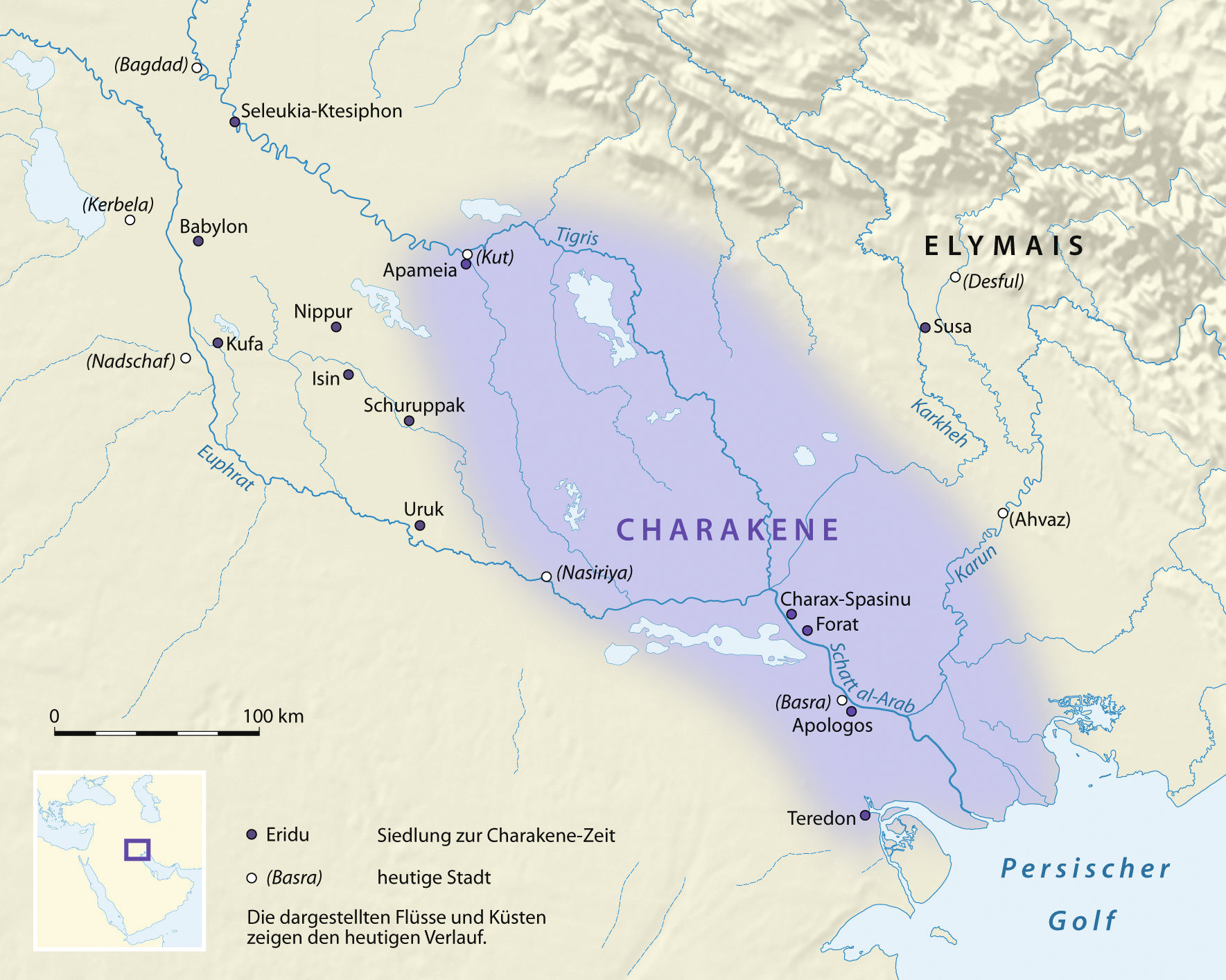
La Characène vers 51 av. J.-C.

Durant sa jeunesse, le futur Izatès II fut envoyé par son père à la cour du roi Abennerigos (ou Abinerglo) dans la cité fortifiée de Spasinès (ou Charax Spasinu) (Σπασίνου Χάραξ), capitale du royaume de Characène aussi connu comme Mésène.

« craignant vivement que la haine de ses frères ne lui portât malheur, [Monobaze Ier] l'envoya, après lui avoir fait de grands présents, chez Abennerigos, roi du Camp de Spasinès à qui il confia sa sécurité. Abennerigos reçut le jeune homme avec empressement, manifesta une grande affection, lui donna pour femme sa fille nommée Symacho et le gratifia d'un pays qui lui rapporterait de gros revenus,. »

Alors qu'il était à Spasinès, Izatès fit connaissance avec un riche marchand juif nommé Ananias, par ailleurs rabbi qui pratiquait un prosélytisme militant et efficace pour sa religion à destination des classes supérieures des pays de la région. Celui-ci le familiarisa avec les principes de la religion juive, ce qui l'intéressa vivement. Izatès se maria avec Symacho la fille du roi Abennerigos qui elle aussi avait été convertie au judaïsme par le prosélytisme d'Ananias,.

« Ananias, qui avait accès dans le gynécée royal, apprit aux femmes à adorer Dieu selon la coutume nationale des Juifs. Grâce à elles il se fit connaître d'Izatès et le persuada aussi,,. »

Sans qu'il le sache, la mère d'Izatès, Hélène d'Adiabène, s'était à peu près au même moment convertie au judaïsme, mais de façon indépendante de lui,, puisqu'ils habitaient alors dans deux pays différents. En rentrant chez lui afin de monter sur le trône à la mort de son père, Izatès a découvert la conversion de sa mère et manifesta l'intention d'adopter le judaïsme. Il voulut même se soumettre à la circoncision. Il en a toutefois été dissuadé à la fois par son maître Ananias et par sa mère,,.

« En effet, il était roi, disait-elle, et il s'aliénerait beaucoup ses sujets s'ils apprenaient qu'il désirait adopter des mœurs étrangères et opposées aux leurs, car ils ne supporteraient pas d'avoir un roi juif. »

Mais finalement, il s'est quand même fait circoncire, après en avoir été convaincu par Eléazar un autre rabbi juif, originaire de Galilée,,.

« [Ananias et Hélène] furent aussitôt saisis de stupeur et d'une grande crainte, se disant que, si la chose était connue, le roi risquerait de se voir chasser du pouvoir, parce que ses sujets ne supporteraient pas d'être gouvernés par un zélateur des coutumes étrangères, et qu'eux-mêmes seraient en danger, parce que la responsabilité en serait rejetée sur eux. Mais Dieu empêcha leurs craintes de se réaliser,. »

Quand plusieurs parents du roi Izatès II, dont son frère Monobaze, ont ouvertement reconnu leur conversion au judaïsme, quelques nobles d'Adiabène ont alors conspiré pour le destituer. Ils paient notamment Abia, un roi arabe, puis après son échec Vologèse Ier, roi des Parthes, pour que ceux-ci fassent la guerre au roi Izatès II. Mais celui-ci sort victorieux de chacune des confrontations.

### Seigneur de Carrhes

Carte situant l'Adiabène, la Gordyène (ou Corduène), l'Osroène, la Sophène, la Commagène et l'Atropatène à l'époque de l'apogée de l'Arménie sous Tigrane II.

Son père lui donne le pays de Carrhes (au sud d'Édesse, à la frontière turco-syrienne), probablement après la mort du roi Abennerigos, vers 21.

« Monobaze était déjà vieux et comprenait qu'il n'avait plus guère de temps à vivre ; aussi voulut-il voir son fils avant de mourir. Il le fit donc venir, l'embrassa avec beaucoup d'affection et lui donna le pays dit de Carrhes cette terre est très propre à produire en abondance de l'amome (une plante avec laquelle étaient fabriqués des onguents). C'est là également que se trouvent les restes de l'arche où, dit-on, Noé échappa au déluge, restes qui, jusqu'à nos jours, sont montrés à ceux qui veulent les voir. Izatès vécut donc dans cette région jusqu'à la mort de son père. »

Ce don de la région de Carrhes par son père était semble-t-il la façon pour Monobaze Ier d'officialiser la désignation d'Izatès comme son successeur. Ce don par Monobaze Ier montre aussi que ce territoire qui appartenait à l'Osroène à l'époque de la bataille de Carrhes (-53) était passé sous le contrôle du royaume d'Adiabène.
Quant à Ananias qui avait converti Izatès et sa femme au judaïsme, le futur roi l'emmena avec lui.

« [Lorsque Izatès] fut rappelé par son père en Adiabène, Ananias l'accompagna, obéissant à ses pressantes sollicitations. »

### Accession au trône

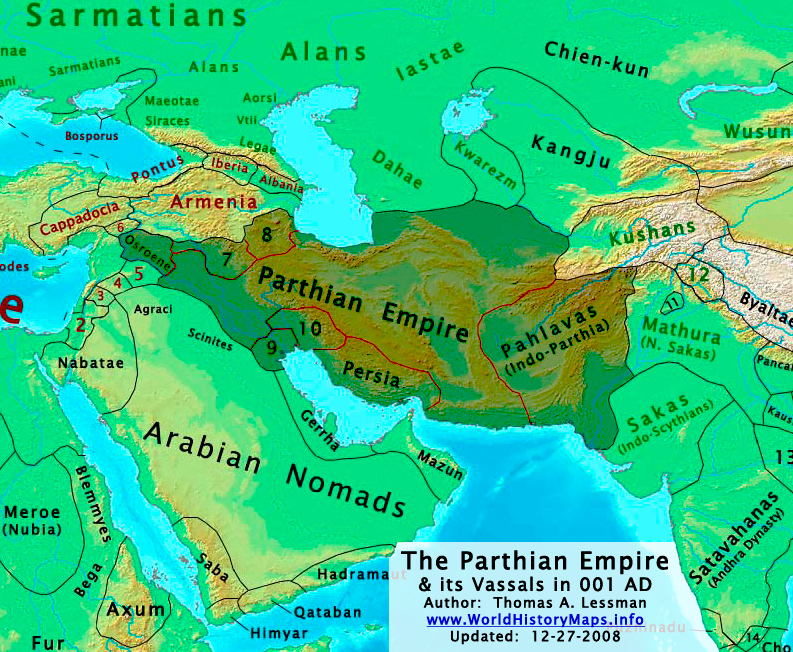
Carte de la région, avant le partage du royaume d'Hérode (4 av. J.-C.).
- 7) Adiabène ;
- 8) Atropatène ;
- 9) Characène, Mésène ;
- 10) Élymaïde ;
- 2) Royaume d'Hérode ;
- 3) Royaume d'Iturée » ;
- 4) Royaume de Chacis ;
- 6) Commagène

À la mort de son père Monobaze Ier, sa mère Hélène eut à gérer une transition difficile au cours de laquelle elle parvint à ce que son fils Izatès soit reconnu comme successeur légitime, tout en sauvant la vie de ses autres fils. La transmission dynastique se faisait par désignation de son successeur par le roi encore vivant. Monobaze Ier avait désigné Izatès pour lui succéder, bien que son fils aîné soit Monobaze qui d'ailleurs succède à Izatès sous le nom de Monobaze II. Pour justifier son choix Monobaze Ier invoquait une voix divine qui lui aurait parlé alors qu'Hélène était enceinte d'Izatès.
À la mort de son père, Izatès vivait toujours dans le pays de Carrhes. Les grands du royaume d'Adiabène acceptèrent qu'Izatès succède à son père, mais demandèrent que ses autres frères soient exécutés. C'était en effet une pratique courante dans la région pour éviter les guerres pouvant résulter de conflits dynastiques entre frères. Hélène parvint à sauver la vie de ses autres fils en temporisant, mais fut contrainte toutefois de mettre ses fils en prison comme ceux des autres épouses de Monobaze Ier. Elle obtint toutefois que la mise à mort ne puisse être décidée que par Izatès, lorsque celui-ci serait rentré. Elle obtint aussi de pouvoir « établir provisoirement comme régent du royaume » Monobaze, son fils aîné,. Izatès « revint, rapidement lorsqu'il eut appris la mort de son père et succéda à son frère Monobaze, qui lui céda le pouvoir,. »

« Quand Izatès eut pris la royauté et qu'arrivant en Adiabène il vit ses frères et ses autres parents enchaînés, il fut mécontent de ce qui était arrivé. Regardant comme impie de les tuer ou de les garder enchaînés, mais jugeant dangereux de les laisser libres auprès de lui alors qu'ils se souviendraient des offenses reçues, il envoya les uns comme otages à Rome près de l'empereur Claude avec leurs enfants et il expédia les autres sous un prétexte analogue chez Artabane le Parthe,. »

Ce statut d'otage ne semble avoir concerné que les fils des autres femmes de Monobaze Ier ; en effet la présence des fils d'Hélène (donc frères d'Izatès) est mentionnée plusieurs fois par Flavius Josèphe en Judée et à Jérusalem dans les années suivantes.  Flavius Josèphe raconte qu'Hélène et ses fils possédaient un palais à Jérusalem. Les ruines de celui-ci ont d'ailleurs été découvertes en 2007.
Assez curieusement, après les conversions d'Hélène et d'Izatès et son accession au pouvoir, tous ses autres frères et la totalité de ses parents semblent s'être aussi convertis au judaïsme simultanément. Cette appartenance au judaïsme est de plus révélée publiquement. Quand plusieurs parents d'Izatès ont ouvertement reconnu leur conversion au judaïsme, quelques nobles d'Adiabène ont secrètement écrit à Abia, un roi arabe, « en lui promettant une grosse somme d'argent » pour qu'il déclare la guerre à Izatès. Mais Izatès vainc son ennemi, qui se suicide de désespoir. Vers la fin du règne d'Izatès, les nobles, mécontents de sa conversion, conspirent à nouveau avec Vologèse Ier, roi des Parthes, mais au dernier moment celui-ci est empêché de mettre son plan à exécution, car au moment où il se met en route pour envahir l'Adiabène, une armée de Daces et de Scythes entre en Parthie et il doit lui faire face.

### Expansion du royaume
À un moment indéterminé, probablement situé dans les années 20 ou 30, le roi de l'Empire parthe Artaban III est en butte à une terrible fronde de ses nobles qui se sont choisis un roi, soutenu secrètement par les Romains. Il demande à Izatès d'accepter qu'il se réfugie chez lui.

« Il arriva donc chez Izatès, entouré d'environ mille parents et serviteurs, et le rencontra en route. »

Izatès s'empresse d'accepter en réservant à son invité tous les honneurs dus à un « roi des rois ». Cette attitude le propulse au niveau du « roi des rois ».

« Prends courage: lui dit-il, ô roi, et que la présente calamité ne te bouleverse pas comme si elle était irréparable : ton chagrin se changera rapidement en joie. Tu trouveras en moi un ami et un allié meilleur que tu ne l'espérais ; en effet, où je te réinstallerai dans le royaume des Parthes, ou je perdrai le mien. »

Izatès est alors tellement respecté qu'il parvient à se poser comme arbitre entre le roi parthe Artaban III, ses nobles en rébellion, et l'usurpateur appelé Cinname. Grâce à l'aide d'Izatès, Artaban retrouva son trône (v. 36). En remerciement, il donna à Izatès quelques cadeaux, dont la ville de Nisibe et sa région,.

« [Artaban] ne fut pas ingrat pour les services qu'il avait reçus et il en récompensa Izatès par les plus grands honneurs : il lui permit de porter la tiare droite et de coucher dans un lit d'or, alors que cet honneur et cet insigne sont réservés aux seuls rois des Parthes.  Il lui donna aussi un grand pays fertile qu'il détacha des possessions du roi d'Arménie. Ce pays s'appelle Nisibis. Les Macédoniens y fondèrent autrefois la ville d'Antioche qu'ils nommèrent Epimygdonienne. »

### Émancipation
Alors que plusieurs guerres se déclenchent dans les pays alentour, Izatès parvient à maintenir son royaume à l'écart de ces conflits. Bien qu'il soit théoriquement vassal de l'Empire parthe, il observe une stricte neutralité, lorsqu'en 34, à la mort d'Artaxias III d'Arménie, le roi parthe Artaban III (roi de 12 à 38), tente de mettre son fils Arsace sur le trône d'Arménie, qui était un protectorat romain depuis 65 av. J.-C. Cette action déclencha deux années de guerre, pendant lesquelles les Romains suscitèrent l'invasion de l'Arménie par des forces sarmates, ibères et albaniennes (Daghestan), et différents complots pour que les nobles parthes déposent Artaban III et le remplacent par un roi favorable aux Romains. Pendant toute cette période troublée, l'Adiabène ne fit aucun acte hostile envers les Romains et l'on peut supposer que des accords avaient été passés entre Izatès et Lucius Vitellius, le légat romain de Syrie. Les Romains parviennent à installer Mithridate d'Arménie sur le trône et Artaban III faillit perdre le sien,.
Au sortir de cette crise, l'Adiabène n'est plus vassale des Parthes mais du royaume d'Arménie. Elle a en fait gagné une plus large autonomie, surtout parce qu'à la mort de Tibère (mars 37), la folie de Caligula vient tout compromettre pour les Romains. Sans raison, l'empereur convoque Mithridate d'Arménie à Rome et le déchoit de sa royauté (37). Les Parthes ne manquent pas de profiter de cette faute pour réoccuper l'Arménie, et l'Adiabène en profite pour affirmer encore plus son autonomie en rejetant sa vassalité arménienne, qui de fait n'a guère duré plus d'un an.

### Neutralité envers les Empires romain et parthe
Mais une première cause de friction naquit après la mort du monarque parthe :

« Artabane mourut en laissant le trône à son fils Vardane. Celui-ci se rendit auprès d'Izatès et essaya de le convaincre, comme il était sur le point de faire la guerre aux Romains, de s'allier avec lui et de lui fournir son appui. Mais il ne le convainquit point, car Izatès connaissait la puissance et la fortune des Romains et croyait l'entreprise impossible. [...] Le Parthe, irrité de cela, déclara immédiatement la guerre à Izatès ; mais il ne retira aucun profit de cette entreprise, car Dieu anéantit toutes ses espérances. En effet, lorsque les Parthes apprirent les projets de Vardane et sa décision de combattre les Romains, ils se débarrassèrent de lui et donnèrent le pouvoir à son frère Cotardès,,. »

Vers 47-49, après la mort de Vardanès Ier, l’empereur Claude soutient le parti parthe qui tente de porter au pouvoir Meherdatès contre le roi Gotarzès II. Cassius, le gouverneur de Syrie, et Carénès, le principal partisan parthe de Merherdatès, rallient à Méherdatès Izatès et l'Arabe Abgar V Ukomo Bar Ma'Nu (13-50), roi d'Édesse. Mais selon Richard Gottheil, « Izatès joue double jeu, alors qu'il a secrètement pris parti pour Gotarzès. » Il en est vraisemblablement de même pour son probable parent Abgar V. Après avoir perdu trop de temps à Édesse, ils commencent à faire mouvement vers l'Adiabène en passant par l'Arménie, alors que l'hiver approche.

« Ils passent le Tigre et traversent l'Adiabénie, dont le roi Izatès, en apparence allié de Méherdate, penchait secrètement pour Gotarzès et le servait de meilleure foi. »

Mais Gotarzès se retranche derrière le fleuve Corma et refuse le combat, jugeant son armée insuffisante.

« Il temporisait, changeait de positions, envoyait des corrupteurs acheter la trahison dans les rangs ennemis. Bientôt Izatès, et ensuite Acbare, se retirèrent avec les Adiabéniens et les Arabes : telle est l'inconstance de ces peuples. »

Merherdatès, Carénès et Cassius affrontent quand même Gotarzès et sont vaincus.

### Bienfaiteur du peuple juif
« Hélène, la mère du roi, voyait que la paix régnait dans le royaume et que son fils était heureux et même envié de tous, jusque chez les peuples étrangers, grâce à la providence divine. Elle eut le désir de se rendre dans la ville de Jérusalem pour se prosterner devant le temple de Dieu, célèbre dans tout l'univers, et y offrir des sacrifices d'actions de grâces, et en demanda la permission à son fils. Izatès consentit avec le plus grand empressement à la demande de sa mère, fit pour son voyage de grands préparatifs et lui donna même une très grande quantité d'argent. Elle descendit donc dans la ville de Jérusalem, non sans que son fils l'eût accompagnée fort loin. »

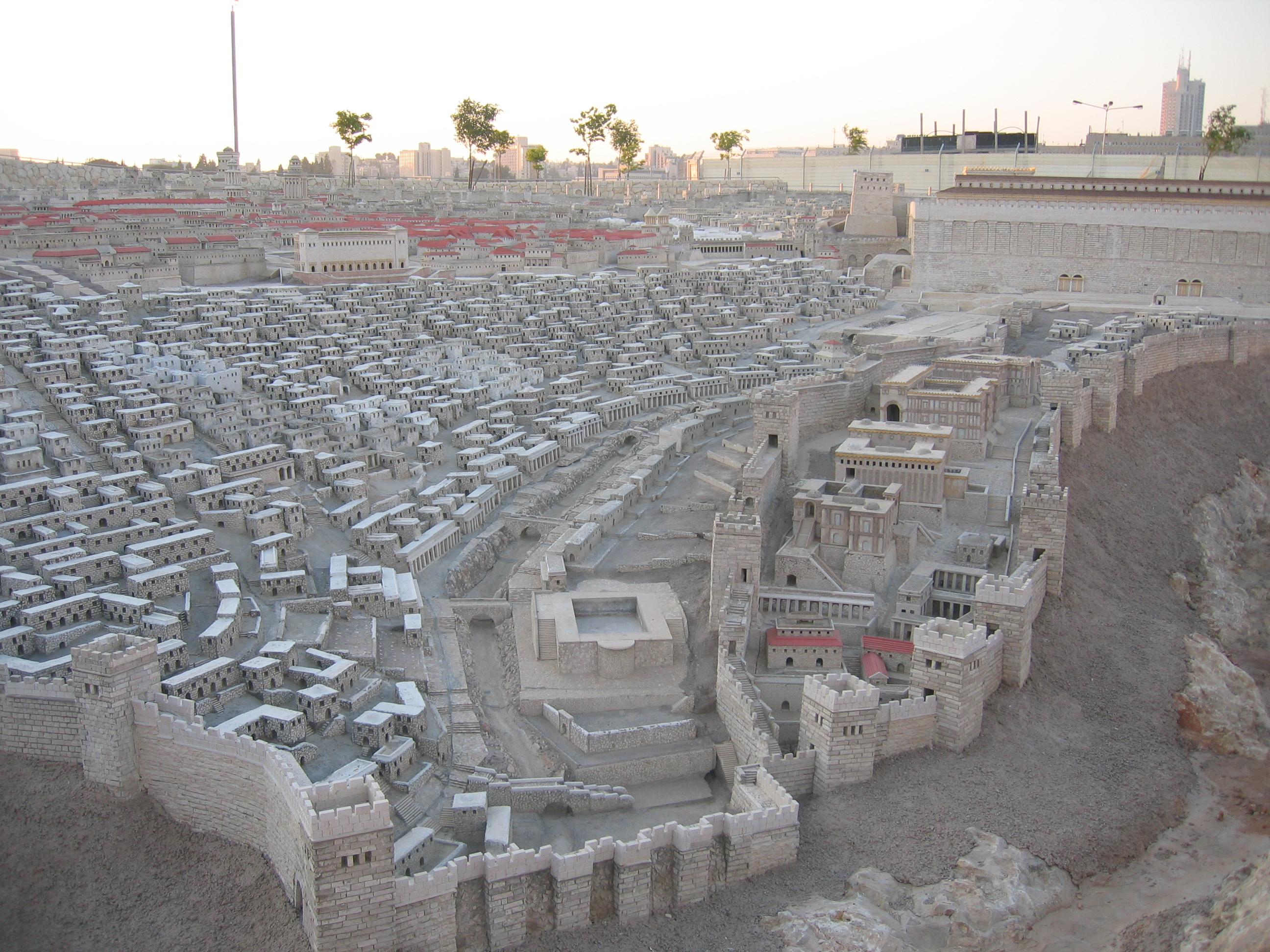
Au premier plan le bassin de Siloë, sur sa droite la reconstitution du palais avec enceinte fortifiée d'Hélène d'Adiabène dans la ville basse de Jérusalem au sud du Mont du Temple d’après la maquette de Jérusalem à l’époque du Second Temple du musée d’Israël (1966).

À partir de son accession au trône, Hélène et ses fils semblent avoir passé une bonne partie de leur vie en Judée. « Izatès envoya cinq de ses fils à Jérusalem pour les faire instruire dans la religion et la langue des Judéens. » Flavius Josèphe mentionne qu'Hélène possédait un palais à Jérusalem. Selon les sources rabbiniques, sa mère la reine Hélène possédait aussi une résidence à Lydda (Lod). Monobaze, le frère aîné, possédait lui aussi un palais à Jérusalem. Selon Heinrich Graetz, la petite-fille d'Hélène d'Adiabène, la princesse Grapté, en avait fait bâtir un autre dans le quartier de l’Ophel.
Flavius Josèphe ne donne malheureusement le détail des noms des fils et parents présents avec la reine Hélène dans aucun des épisodes où elle apparaît. Il mentionne à plusieurs reprises Hélène d'Adiabène accompagné de ses fils et précise qu'ils étaient sept. Les Juifs de Judée, de Galilée et les Samaritains semblent avoir voué une quasi dévotion à la reine Hélène, en dépit des aspects de sa personnalité, difficile à accepter pour un Juif du Ier siècle. 
Hélène et ses fils sont célèbres pour leur générosité et le soutien qu'ils apportèrent en toutes circonstances au peuple Juif de Judée et de Galilée. Lors d'une famine à Jérusalem, Hélène envoya des navires pour chercher du blé ou d'autres céréales à Alexandrie  et chercher des figues sèches à Chypre et les fit distribuer aux victimes de la famine,. Dans le Talmud (BB 11a), cette action est mise au crédit de Monbaz, sans plus de précision. Cette référence à Monbaz est parfois considérée comme désignant non pas le monarque mais la dynastie et donc les deux souverains et leurs enfants. Cette grande famine a eu lieu alors que Tiberius Julius Alexander était Procurateur de Judée, donc vers 46-48. Au moment de la famine, le roi Monobaze Ier est mort depuis longtemps et c'est Izate qui règne à ce moment.
« A Fadus succéda Tiberius Alexander (le neveu de Philon d'Alexandrie), fils d'Alexander, l'ancien alabarque d'Alexandrie [...] C'est sous ce dernier qu'arriva en Judée la grande disette où la reine Hélène acheta à grand prix du blé en Égypte pour le répartir aux indigents, ainsi que je l'ai dit plus haut. »

### Mort et succession
Selon Heinrich Graetz, Izatès mourut vers 55, à l'âge de 55 ans. Hélène, sa mère, semble avoir été profondément affectée par sa mort dont on ne connaît pas les circonstances, et ne lui survit d'ailleurs que peu de temps.

« Un peu plus tard Izatès mourut, après avoir achevé sa cinquante-cinquième année et après vingt-quatre ans de règne (v. 34–58), laissant vingt-quatre fils et vingt-quatre filles. La succession au trône devait revenir selon ses ordres à son frère Monobaze, en récompense de la fidélité avec laquelle il lui avait conservé son pouvoir en son absence, après la mort de leur père,. »

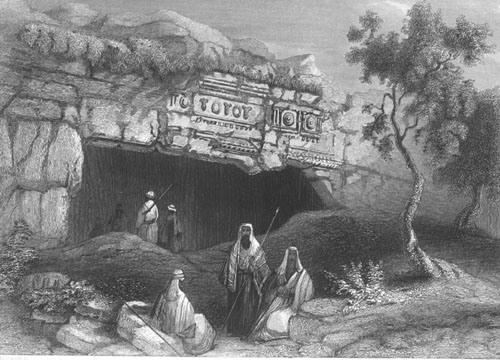
Entrée ouest du tombeau des Rois (XIXe siècle)

Monobaze II succède effectivement à son frère Izatès. Il envoie ses restes et ceux de la reine Hélène à Jérusalem pour qu'ils y soient enterrés.

« Monobaze envoya [les] os [d'Hélène] et ceux de son frère à Jérusalem et les fit ensevelir dans les trois pyramides que sa mère avait fait construire à trois stades de la ville. »

Ces catacombes sont désormais appelées le Tombeau des Rois.

## Mariages et descendance
Izatès a eu plusieurs femmes. À sa mort, Flavius Josèphe indique qu'il avait « vingt-quatre fils et vingt-quatre filles »,.
- Son épouse principale est Symacho, la fille du roi de Characène.
- Il est possible qu'il ait aussi eu comme épouse Cléopâtre, une fille que Cléopâtre Séléné (II) a eu avec le roi Juba II de Maurétanie[23]. Cléopâtre Séléné (la Lune) est avec Alexandre Hélios (le Soleil) un des jumeaux que Marc-Antoine a eu avec la « grande Cléopâtre » d'Égypte.